# Nikos Papatakis
Nikos Papatakis (en griego: Νίκος Παπατάκης), también llamado Nico (5 de julio de 1918 – 17 de diciembre de 2010), fue un guionista, director y productor de cine de origen griego-etíope naturalizado francés.

## Biografía

### Carrera artística
En 1939 emigró y se estableció en París, donde comenzó a trabajar como extra en algunas películas. En 1947, Papatakis fue uno de los creadores del teatro-cabaré La Rose rouge, que dirigió hasta 1956. Este club sirvió de trampolín para artistas del momento, como el cuarteto vocal "Les Frères Jacques" (Los hermanos Jacques) o la cantante Juliette Gréco.
En 1957, Papatakis se mudó a Nueva York, donde conoció a John Cassavetes, coproduciendo la película Shadows, estrenada en 1959. En 1963, realizó su primera película como director, Les Abysses, la cual asombró a la audiencia y fue inscrita en el Festival Internacional de Cine de Cannes de 1963. La película se basó en la obra de teatro Las criadas (en francés: Les Bonnes) de Jean Genet. En 1967 dirigió Los pastores del desorden (en griego: Οι βοσκοί). Durante la Guerra de Argelia, Papatakis participó activamente en el Frente de Liberación Nacional, por lo que se ausento un tiempo del cine. Regresó en 1986 con una película rodada en griego, Η Φωτογραφία (La fotografía). En 1991 realizó su último filme, titulado en fránces, Les Équilibristes (Los equilibristas).

### Vida personal
Estuvo casado con la actriz Anouk Aimée entre 1951 y 1954, con quien tuvo una hija, Manuela Papatakis (n. 1951). Entre 1967 y 1982 estuvo casado con la actriz Olga Karlatos, matrimonio del que nació Serge Papatakis (n. 1967).
Nikos Papatakis falleció en París, el 17 de diciembre de 2010, a los 92 años de edad.